# Rix (Titel)
Das Wort Rix bezeichnet in der Sprache der Kelten Männer, die Inhaber einer militärischen, politischen oder religiösen Befehlsgewalt sind – vergleiche auch das aus der gleichen indogermanischen Wurzel hergeleitete lateinische Rex. Eine Verengung auf die Übersetzung König würde der Bedeutung des Begriffs nicht gerecht. Überliefert sind in der Regel Komposita mit einem Suffix -rix. Beispiele sind
- Vercingetorix – Oberbefehlshaber der Krieger
- Boiorix – Herrscher der Boier
- Dumnorix – König der Unterwelt
- Orgetorix – Anführer der Totschläger

Mit der Eroberung Galliens und später der Gebiete der Noriker, Vindeliker und Boier durch die Römer setzt der semantische und morphologische Verfall des Begriffs ein. In der Sprachforschung wird diskutiert, ob -rix nicht nur eine Titulatur bezeichnen kann, sondern auch zu einer Quasi-Suffixform als Bestandteil von Personen-Vornamen abgeschwächt wurde, die „reich an, ausgestattet mit“ bedeutet.
Als Bestandteil von Ortsnamen findet sich die Form Rigo-, beispielsweise in
- Rigomagos/Rigomagus – Platz/Markt des Häuptlings (Remagen, Rians, Riom, Ruoms)
- Rigoialon – Platz des Herrschers (Rueil-Malmaison)
- Rigodunon – Burg des Herrschers (abgegangener Ort nahe York)